# Los Pinos
O Complexo Cultural de Los Pinos (em espanhol: Complejo Cultural de Los Pinos), anteriormente Residência Oficial de Los Pinos, é um complexo de edifícios que serviu como residência oficial do Presidente do México entre 1934 e 2018. Localizado dentro do Bosque de Chapultepec, na região central da Cidade do México, o local foi utilizado como residência presidencial primeiramente em 1934, durante o governo de Lázaro Cárdenas.

## História
Após a La Conquista, um trapiche (moinho) foi construído em Chapultepec, onde trigo e milho eram processados em farinha. Este moinho tornou-se tão importante que posteriormente foi chamado el Molino del Rey ("Moinho do Rei"). Em 1853, o Molino del Rey foi vendido para o Dr. José Pablo Martinez del rio, que construiu a Casa Grande que se tornaria posteriormente conhecida como Rancho La Hormiga. Em 1865, toda a propriedade foi vendida ao Imperador Maximiliano pelo preço de 25.000 pesos mexicanos. 
Após 1867, com a queda e execução de Maximiliano, a propriedade, em 1872, retornou ao Dr. Martinez del rio. Em 1917, com o fim da fase armada da Revolução Mexicana, Presidente Venustiano Carranza expropriou a propriedade por un total de $ 886,473.00 M.N, preço que incluia tanto o terreno como a construção ao redor do Castelo de Chapultepec, ao qual era então utilizada como residência oficial, de modo que seu secretário de maior confiança pudesse viver por perto. Por esta razão, Alvaro Obregón, então Secretário de Guerra e Marinha, se converteu na primeira pessoa a habitar o lugar, de maneira formal. Depois de Obregón, a propriedade permaneceu abandonada.
Em 1934, presidente Lázaro Cárdenas assumiu o cargo mas se recusou a usar o Castelo de Chapultepec como sua residencia oficial. Foi-lhe oferecido então o uso do Rancho la Hormiga, que por ele foi aceito. Cárdenas então alterou o nome da fazenda para "Los Pinos" (Os Pinos) em homenagem ao rancho onde ele conheceu sua esposa.
Los Pinos foi a moradia oficial de treze dos quatorze presidentes mexicanos e suas respectivas famílias entre 1935 e 2018, com exceção de Adolfo López Mateos (1958–1964). Durante sua presidência, Vicente Fox optou por residir nas instalações adjacentes dentro do mesmo complexo enquanto a Casa Miguel Alemán (utilizada pela maioria dos presidentes) abrigou cerimônias de Estado. 
Em 2018, o então candidato presidencial Andrés Manuel López Obrador anunciou que não viveria em Los Pinos caso eleito para o cargo, preferindo manter o local aberto a visitação pública. Obrador eventualmente venceu as eleições e o complexo presidencial foi transformado em instalações de cunho cultural. A residência foi aberta ao público pela primeira vez em 1 de dezembro de 2018, o mesmo dia da posse de Obrador como Presidente do México. Desde então, o gabinete presidencial foi transferido para o Palácio Nacional e Obrador manteve residência em sua casa particular na Cidade do México.